# Kikaider
Kikaider (キ カ イ Kik Kikaidā) là một loạt phim tokusatsu của Nhật Bản, nhân vật kikaider được sáng tạo bởi Shotaro Ishinomori. Phần đầu tiên được phát sóng lần đầu tiên vào tháng 7 năm 1972. Một bộ truyện tranh do Ishinomori vẽ cũng đã được xuất bản với nhân vật chính là Kikaider 00. Một bộ anime dài 13 tập và 4 -epiT OVA dựa trên manga đã được thực hiện vào năm 2001. Bộ phim năm 1972 đã trở nên nổi tiếng ở Hawaii. Bộ DVD với phụ đề tiếng Anh được phát hành bởi JN Productions.

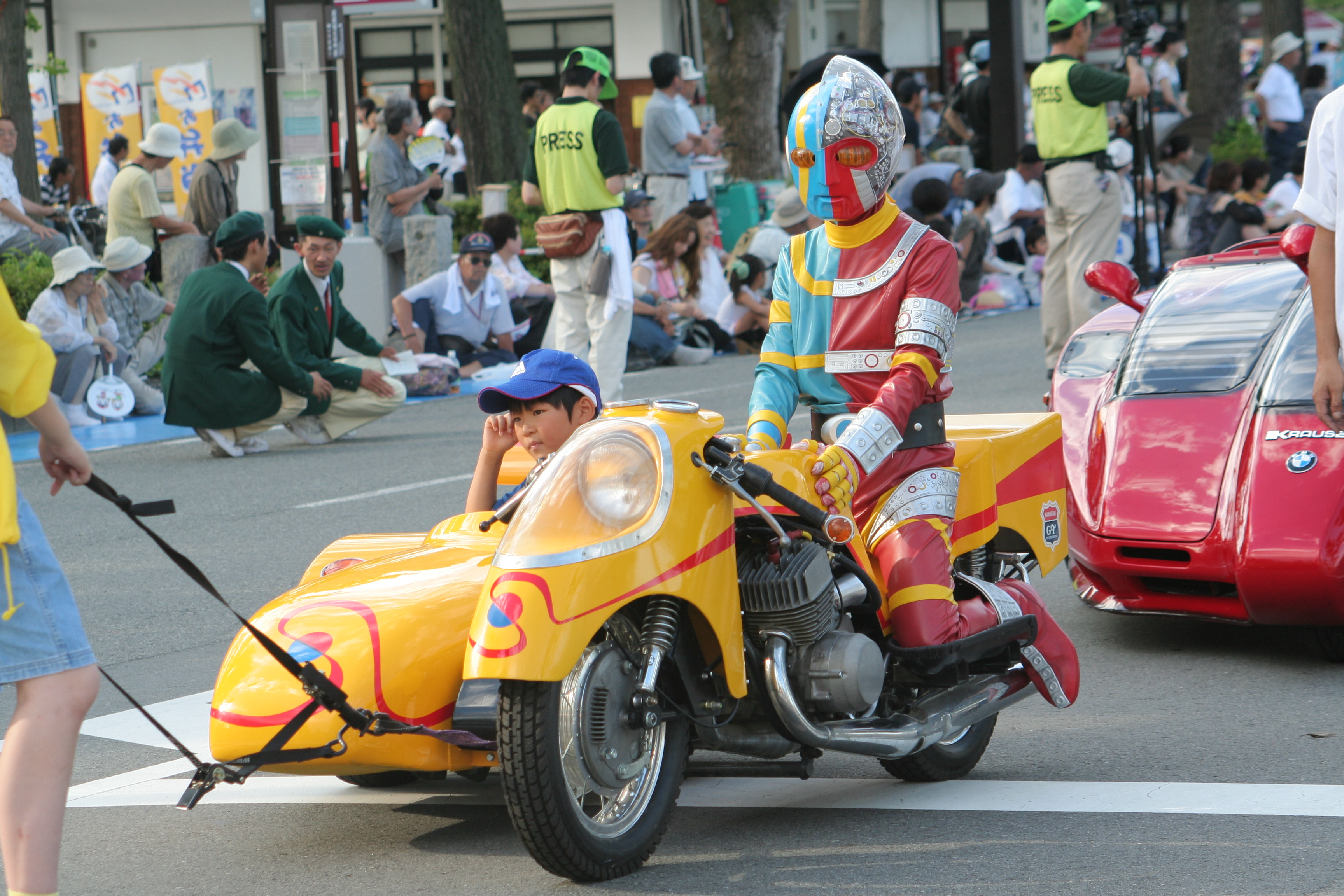

## Các phiên bản

### Tokusatsu
- Android Kikaider (1972)
- Kikaider 01 (1973)
- Mechanical Violator Hakaider (1995)[1]
- Kamen Rider Gaim (2014) (crossover)
- Kikaider Reboot (2014)

### Manga
Bộ truyện được xuất bản: Bessatsu Shōnen Sunday, Weekly Shōnen Sunday, và nhiều tạp chí dành cho trẻ em xuất bản cùng lúc với loạt phim truyền hình.
Một bản làm lại của manga, Kikaider Code 02, được vẽ và viết bởi MEIMU, và được xuất bản bởi Kadokawa Comics A.

### Anime
- Android Kikaider: The Animation (2000-2001)
- Kikaider 01: The Animation (2001) (4-phần OVA)
- The Boy Who Carried a Guitar: Kikaider Vs. Inazuman (2002) (OVA)

## Tính an toàn
Trong quá khứ, loạt phim và các chương trình Super Giant như Moonlight Mask (siêu anh hùng truyền hình đầu tiên ở Nhật Bản) đã gây tranh cãi khi khán giả trẻ bắt đầu bắt chước các pha nguy hiểm được thực hiện. Sê-ri Kikaider gốc của Android là một trong những chương trình truyền hình siêu anh hùng tokusatsu đầu tiên bổ sung các cảnh báo an toàn vào cuối mỗi tập, cảnh báo người xem không được bắt chước các pha nguy hiểm được thực hiện bởi siêu anh hùng.